# تاریخ ایران از آغاز اسلام تا پایان صفویان
تاریخ ایران اسلامی نام مجموعه‌ای چهار جلدی است که توسط رسول جعفریان تألیف شده‌است. جعفریان در این مجموعه، تاریخ ایران را از پیدایش اسلام تا زوال حکومت صفویه به رشته تحریر درآورده. این کتاب جزء منابع کارشناسی ارشد در رشته تاریخ و رشته زبان و ادبیات فارسی معرفی شده‌است.

## ساختار و محتوا
این مجموعه در چهار جلد منتشر شده‌است. ساختار و فهرست محتوایی این مجموعه به صورت اجمالی عبارت است از:
جلد اول: از پیدایش اسلام تا ایران اسلامی
- مقدمه
- برآمدن اسلام
- خلافت نخستین
- امویان
- عباسیان

جلد دوم: از طلوع طاهریان تا غروب خوارزمشاهیان
- ایران در مسیر تازه: طاهریان
- صفاریان
- سامانیان
- علویان طبرستان
- زیاریان
- بویهیان
- تمدن اسلامی و سهم ایران
- غزنویان
- سلجوقیان
- الموتیان
- ایران قرن ششم هجری
- خوارزمشاهیان

جلد سوم: از یورش مغولان تا زوال ترکمانان
- از حمله مغول تا تأسیس دولت ایلخانی
- ایلخانان
- دولت‌های محلی در قرن هشتم و نهم هجری
- سربداران
- مرعشیان
- آل‌مظفر در فارس، اصفهان و کرمان
- جلایریان
- حمله تیمور و تأسیس دولت تیموری
- مشعشعیان و ترکمانان

جلد چهارم: صفویه از ظهور تا زوال
- صفویان
- اسماعیل و تأسیس دولت صفوی
- طهماسب و استقرار دولت صفوی
- درگذشت طهماسب و بحران در دولت صفوی
- شاه عباس اول
- شاه صفی و شاه عباس دوم
- شاه سلیمان صفوی
- شاه سلطان حسین
- زوال دولت صفوی

## انگیزه مؤلف
رسول جعفریان در بخشی از مقدمه جلد اول کتاب حاضر، انگیزه خود را از تألیف این کتاب چنین بیان می‌کند:

## نقد و بررسی
کتاب حاضر تا کنون چندین مرتبه مورد نقد و بررسی قرار گرفته‌است.